# Agenor Rodrigues de Rezende
Agenor Rodrigues de Rezende GOMM (Coxim, 23 de agosto de 1944) é um advogado e político brasileiro filiado ao Partido Social Democrático (PSD). Por Goiás, foi governador e deputado estadual durante dois mandatos, além de prefeito de Mineiros por dois mandatos.
Foi eleito Deputado Estadual na legislatura 1986-1990 e reeleito para a legislatura de 1990-1994, com a renuncia de Iris Rezende para concorrer ao senado, a nove meses do final da legislatura, por ordem de sucessão, assumiu o Governo do Estado de Goiás, e governou o estado de 2 de abril de 1994 a 1 de janeiro de 1995.

## Biografia
Agenor Rodrigues de Resende nasceu em Coxim no estado de Mato Grosso, no dia 23 de agosto de 1944, filho de Severino Rodrigues de Resende e de Jerônima Severina de Resende.
Contador formado em 1965 exerceu esta atividade profissional até 1981, quando se diplomou em direito pelo Instituto Paulista de Ensino Superior Universitário, da Faculdade de Direito de São Carlos passando também a advogar.
Filiado ao Partido do Movimento Democrático Brasileiro elegeu-se vereador de Mineiros em novembro de 1982 sendo empossado no início do ano seguinte assumindo o cargo de secretário municipal de Administração em 1983 onde permaneceu ate 1985 ano em que ocupou a presidência da Câmara de 1985 a 1986.
Em novembro de 1986 foi eleito deputado estadual renunciando ao mandato de vereador e tomando posse no começo de 1987. Em 1990 ao ser reeleito  tornou-se presidente da Assembléia Legislativa ficando no cargo ate 1993 e em 2 de abril de 1994 assumiu o governo do estado permanecendo no cargo ate 1 de janeiro de 1995 em conseqüência da desincompatibilização do governador Iris Rezende que saiu para disputar uma vaga no Senado Federal e do vice-governador Maguito Vilela, que se lançou candidato à sua sucessão.
Em 1994, Agenor foi admitido pelo presidente Itamar Franco à Ordem do Mérito Militar no grau de Grande-Oficial especial.
Dedicado a atividades particulares como agropecuarista, em abril de 1998 foi nomeado conselheiro do Tribunal de Contas dos Municípios do Estado de Goiás. Passou à presidência do órgão em 2002.
Retomou a carreira política em 2008 como candidato à Prefeitura de Mineiros município do sudoeste de Goiás, pelo PMDB obtendo 48,87% dos votos válidos, não conseguindo evitar a reeleição da prefeita Neiba Barcelos do PSDB. Em 2012 concorreu novamente ao cargo de prefeito sendo eleito com 47,48% em 2016 reeleito permanecendo no cargo ate o ano de 2020.

## Controvérsias
Em julho de 2007 teve seu nome incluído no cadastro de empregadores que exploram mão-de-obra escrava em Goiás segundo o Diário da Manhã e dois anos depois 12 trabalhadores da Fazenda São Marcos, de sua propriedade em Portelândia foram libertados.

## Vida Pessoal
Agenor e casado com Laci Machado de Resende com quem teve três filhos.